# Lochhaus (Weißenbrunn)
Lochhaus ist eine Wüstung auf dem Gemeindegebiet von Weißenbrunn im Landkreis Kronach (Oberfranken, Bayern).

## Geografie
Die Einöde lag auf einer Höhe von 417 m ü. NHN bei der Anhöhe Kugel (467 m ü. NHN, 0,2 km südöstlich).

## Geschichte
Der Ort bestand in der ersten Hälfte des 19. Jahrhunderts auf dem Gemeindegebiet von Eichenbühl. In den amtlichen Ortsverzeichnissen nach 1888 findet sich kein Eintrag mehr zu dem Ort. In einer topographischen Karte von 1890 wurde der Ort letztmals verzeichnet.

### Einwohnerentwicklung
| Jahr      | 001818 | 001861 | 001871 | 001885 |
| Einwohner |        | 2      | 5      | 7      |
| Häuser    | 1      |        |        | 1      |
| Quelle    | [ 2 ]  | [ 5 ]  | [ 6 ]  | [ 7 ]  |

## Religion
Der Ort war ursprünglich rein evangelisch-lutherisch und ist bis heute nach Weißenbrunn gepfarrt.